# 栃木県道196号宇都宮停車場線

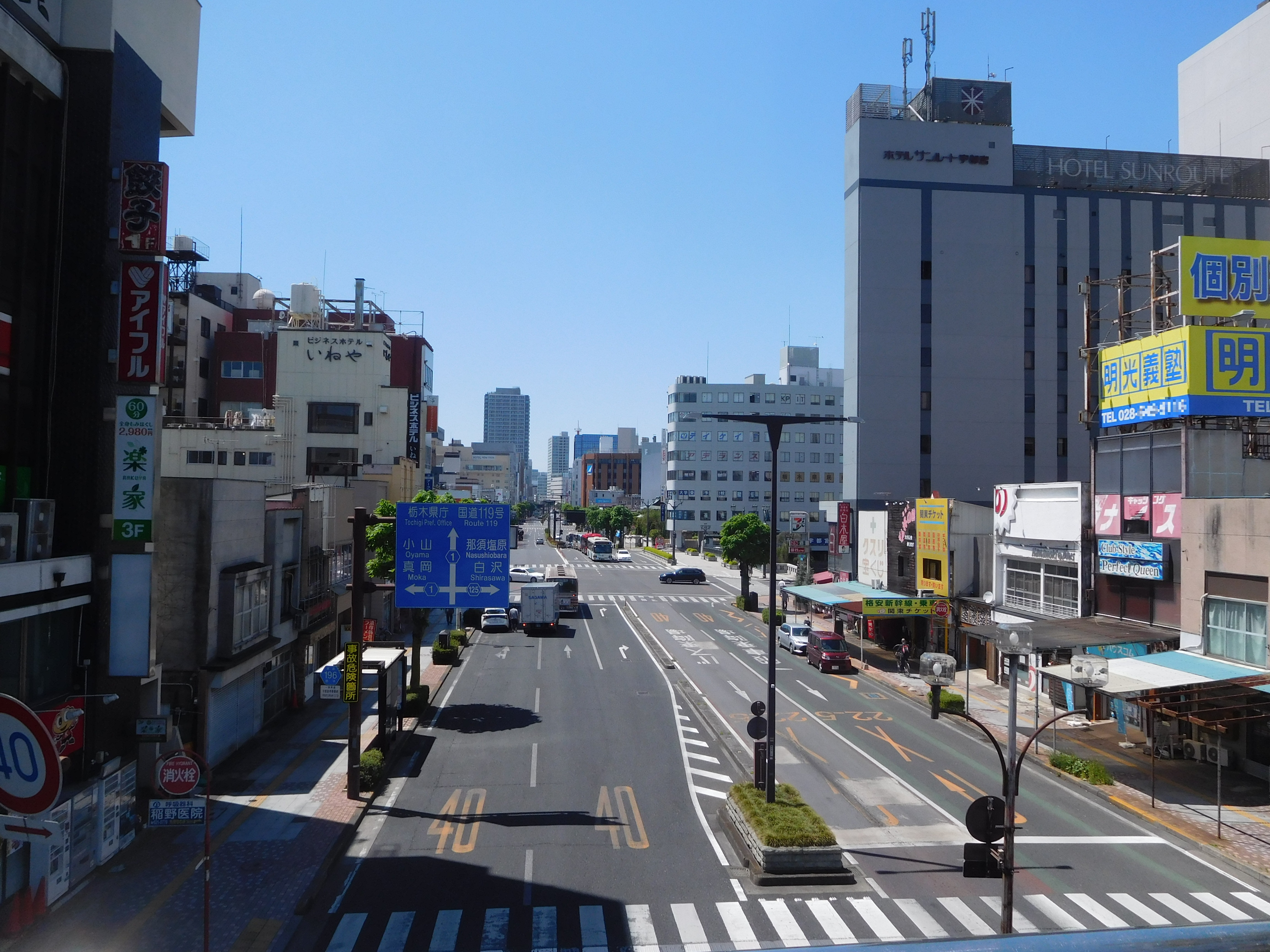
全景（手前の横断歩道から奥の横断歩道まで）

栃木県道196号宇都宮停車場線（とちぎけんどう196ごう うつのみやていしゃじょうせん）は、栃木県宇都宮市内を通る一般県道である。

## 概要
1885年（明治19年）の宇都宮駅開業に合わせて、日本鉄道の半額補助（2,807円余）と宇都宮の住民による寄付により、宇都宮駅と大工町（現・宇都宮市大通り一丁目・二丁目）を結ぶ新道として開通した。宇都宮市の代表駅であるJR宇都宮駅（西口）へ至る大動脈で、宇都宮市の大通りの一部を形成する。そのため、栃木県の一般県道の中で唯一の片側3車線道路となっている。
宇都宮駅西口は多数の路線バスが発着するバスターミナルとなっており、日中は絶えずバスが行き来する。また、送迎車の出入りも多い。

## 路線データ
- 距離：0.067 km
- 起点：栃木県宇都宮市川向町（宇都宮駅）
- 終点：栃木県宇都宮市駅前通り1丁目（宮の橋交差点＝栃木県道1号宇都宮笠間線・栃木県道125号氏家宇都宮線交点）
- 指定：1961年（昭和36年）4月1日
- 車線数：6車線[2]
- 道路部幅員：29.70 m[2]
  - 車道幅員：18.00 m、中央帯幅員：1.00 m[2]
  - 歩道幅員：上り=4.80 m、下り=4.90 m[2]
- 指定最高速度：40 km/h[2]

## 路線状況

### 利用状況
全国道路・街路交通情勢調査による。
| 地点                  | 昼間12時間 2015年⇒2021年 | 24時間 2015年⇒2021年 |
| 宇都宮市駅前通り1-5-9 | 7,978台⇒6,214台          | 10,451台⇒8,078台     |

## 沿線施設
- 宇都宮駅
  - 宇都宮駅のバス乗り場
- チサンホテル宇都宮（2024年9月営業終了[3]）
  - おおぞら高等学院宇都宮キャンパス
- トナリエ宇都宮
- ホテルサンルート宇都宮